# Dysoxylum rugulosum
Dysoxylum rugulosum är en tvåhjärtbladig växtart som beskrevs av George King. Dysoxylum rugulosum ingår i släktet Dysoxylum och familjen Meliaceae. Inga underarter finns listade i Catalogue of Life.